# John Peter Bennett
John Peter Bennett (* 30. November 1914, Grant Faithful, bei Kabakaburi, Britisch-Guayana; † 25. November 2011, Kabakaburi, Guyana) war ein anglikanischer Priester und Linguist in Guyana. Als Angehöriger des Stammes der Lokono wurde er 1949 der erste Angehörige der indigenen Völker Amerikas, der in Guyana als Priester und Canon ordiniert wurde. Sein linguistisches Werk war darauf ausgerichtet, seine Muttersprache Arawak und andere indianische Sprachen zu erhalten; er verfasste An Arawak-English Dictionary (1989).

## Leben

### Jugend und Familie
John Peter Bennett wurde 1914 in Grant Faithful in Britisch-Guayana als Sohn von Elsie und Jacob Bennett geboren. Er besuchte bis zu seinem zwölften Lebensjahr die Schule bei Kabakaburi. Nach dem Verlassen der Schule arbeitete Bennett als Verkäufer in einem Laden auf Great Troolie Island und später in einem Laden am Pomeroon River.
Am 2. Dezember 1938 heiratete Bennett Clara James in der St. Mattias’ Church in Kabakaburi. Ihr Sohn Maurice wurde im November 1944 geboren und die Tochter Jennifer im Jahr 1956.

### Priester
Nach einer Vorbereitung durch den englischen Reverend Martin B. Hirst, der von 1939 bis 1955 in Kabakaburi wirkte, begann Bennett im Oktober 1946 ein Studium am Codrington College in Barbados, um sich auf die Ordination vorzubereiten. Bennett bestand seine General Ordination Examination (GOE) 1949 und kehrte kurz darauf nach British Guiana zurück. Er wurde am 24. Juni 1949 zum Diakon und am 18. September desselben Jahres in der St George’s Cathedral in Georgetown zum Priester geweiht.
Nach der Ordination diente Bennett als Priester in den Parishes New Amsterdam (1949–53), Berbice River (1949–53), Rupununi (1950–56), Port Mourant (1953), Bartica (1953–57), Waramuri (1957–67) und Kabakaburi (1967–2011). Er wurde 1976 Kanoniker für den Stall of David.

### Arawak-English Dictionaryund spätere Jahre
In der Autobiographie An Outline of my life and work in der Korrespondenz-Sammlung Kabethechino erinnert sich Bennett daran, dass er „schon immer an der [Arawak]-Sprache interessiert war“ („was always interested in [the Arawak] language“), auch wenn unter britischer Kolonialherrschaft die Schulen in Britisch-Guayana die Schüler dazu anhielten, nur Englisch zu sprechen, auch zu Hause, und den Gebrauch der indigenen Sprachen ablehnten. Bennett schrieb:

„Den Menschen wurde das Gefühl vermittelt, dass ihre eigene Sprache zu sprechen beinahe etwas Sündiges sei, auf jeden Fall etwas Schlechtes, von dem abgeraten werden sollte. Ich erinnere mich jedoch daran, dass sogar damals die Fähigkeit, die eigene Sprache zu sprechen, ein gutes Gefühl war und nicht leichthin verworfen werden sollte.“

Am 20. Juni 1965 bat Richard Hart Bennett um Unterstützung. Hart war ein Politiker und Historiker aus Jamaika, der über die Geschichte und Kultur der Arawak in der Karibik forschte. Er hatte Sorge, dass „die Arawak-Sprache komplett aussterben könnte, bevor überhaupt eine richtige Studie darüber gemacht worden wäre.“ Davor hatte Hart den Erzbischof der Anglican Diocese of Guyana angeschrieben, um herauszufinden, ob die Kirche die Sprache studiert hatte. Der Erzbischof antwortete Hart, dass er keine Kenntnis von solchen Studien habe, aber leitete ihn unmittelbar an Bennett weiter.
Bennetts Antwort an Hart umfasste auch eine Übersetzung des Vaterunser ins Arawak sowie einen Bericht zum Einsatz des Genus und von „abstract conceptions“ (Abstrakte Vorstellungen). Hart antwortete, dass er „aus dem Häuschen“ sei („thrilled“), weil er entdeckt hatte, dass ein Priester seine Sorge um die Sprache teilte und, dass dieser „so gut qualifiziert sei, deren Verschwinden aufzuhalten“ („so well qualified to arrest its disappearance“). Er schlug vor, dass Bennett ein „kleines Buch über die Sprache“ („little book on the language“) schreiben solle. Diese ersten Briefe markierten den Anfang einer Korrespondenz, die bis 1982 andauern sollte. Ihre Briefe wurden von Janette Forte gesammelt und als Buch unter dem Titel Kabethechino (1991; Arawak: „Enge Freunde“) veröffentlicht.
Bennett begann im Februar 1967 ein Arawak-Englisch-Wörterbuch zusammenzustellen. In Kabethechino findet sich sein Bericht: „Im Anfang schrieb ich Worte nieder, an die ich mich erinnern konnte. Damals kamen mir die Worte zu ungewöhnlichen Zeiten - während eines Bades oder nachts im Bett.“ („In the beginning I wrote down the words that I could remember. Then at odd times a word would come to me – while I was bathing or in bed at night.“) Ab 1967 organisierte er eine Reihe von monatlichen Treffen, in denen Sprecher des Arawak Worte aus der Sprache diskutierten und ihre genaue Bedeutung erläuterten.
1971 musste sich Bennett in Jamaika zwei Operationen unterziehen, um einen Tumor in seinem Nacken entfernen zu lassen. Der Tumor war längere Zeit nicht erkannt worden und die Operation ließ Bennett teilweise gelähmt zurück. Trotz dieses Mobilitätsverlusts führte Bennett seine Arbeit an dem Wörterbuch fort und vollendete es 1974. In den nächsten 20 Jahren ergänzte er es unablässig.
Das 'Dictionary' wurde zunächst als Doppelnummer des Journals Archaeology and Anthropology 1989 veröffentlicht. Eine aktualisierte Ausgabe wurde 1994 vom Walter Roth Museum of Anthropology herausgegeben. Zusammen mit Bennetts anderen Werken über das Arawak wird das Arawak-English Dictionary weithin als unschätzbar wertvoller Beitrag zur Erhaltung der Sprache eingestuft. Zusätzlich wurde Bennett für seine Unterstützung für andere Gelehrte in dem Feld geehrt.
Bennett starb in seinem Heim in Kabakaburi im November 2011 im Alter von 97 Jahren.

## Vermächtnis und Ehrungen
- 1989 Golden Arrow of Achievement
- 2012, Forschungsprogramm der University of Guyana: „Asserting the Amerindian Presence: The life and works of JP Bennett“. Im Zusammenhang mit dieser Konferenz standen Ausstellungen am Walter Roth Museum of Anthropology and Archaeology; an der UG Library; an der Division of Creative Arts (UG) und der Amerindian Research Unit.[22]

## Schriften
- The Arawak Language in Guyanese Culture.  Georgetown: Department of Culture.
- An Arawak-English Dictionary with an English Word List. In: Archaeology and Anthropology. 6. 1–2, 1986.
- Kabethechino: A Correspondence on Arawak. Mit Richard Hart. Herausgegeben von Janette Forte. Demerara Publishers, Georgetown 1991.
- Twenty-Eight Lessons in Loko (Arawak): A Teaching Guide. Walter Roth Museum, Georgetown 1995.